# Паулу Феррейра
Паулу Феррейра (порт. Paulo Ferreira, [ˈpawlu fɨˈʁɐjɾɐ], нар. 18 січня 1979, Кашкайш) — колишній португальський футболіст, що грав на позиції захисника.

## Клубна кар'єра
Вихованець футбольної школи клубу «Ешторіл Прая». Дорослу футбольну кар'єру розпочав 1997 року в основній команді того ж клубу, в якій провів три сезони, взявши участь у 37 матчах чемпіонату. 
Своєю грою за цю команду привернув увагу представників тренерського штабу клубу «Віторія» (Сетубал), до складу якого приєднався влітку 2000 року. Відіграв за клуб з Сетубала наступні два сезони своєї ігрової кар'єри. Більшість часу, проведеного у складі «Віторії», був основним гравцем захисту команди.
Влітку 2002 року уклав контракт з клубом «Порту», у складі якого провів наступні два роки своєї кар'єри гравця. Граючи у складі «Порту» також здебільшого виходив на поле в основному складі команди. За цей час двічі виборював титул чемпіона Португалії, ставав володарем Кубка УЄФА та переможцем Ліги чемпіонів УЄФА.
До складу клубу «Челсі» приєднався влітку 2004 року за 20 млн фунтів. Разом з Паулу зі складу чемпіона Португалії до «Челсі» приєднався партнер Рікарду Карвалью та тренер Жозе Моурінью, за вказівкою якого і були куплені ці два гравці. За час виступів у складі «пенсіонерів» додав до переліку своїх трофеїв три титули чемпіона Англії, став триразовим володарем Кубка Англії, дворазовим володарем Кубка англійської ліги та дворазовим володарем Суперкубка Англії. Відіграв за лондонський клуб 141 матч в національному чемпіонаті.
19 травня 2013 року по закінченні гри проти «Евертона» 34-річний гравець оголосив про завершення ігрової кар'єри.

## Виступи за збірну
2002 року дебютував в офіційних матчах у складі національної збірної Португалії. Всього за вісім років у збірній провів у формі головної команди країни 61 матч.
У складі збірної був учасником домашнього чемпіонату Європи 2004 року, де разом з командою здобув «срібло», чемпіонату світу 2006 року у Німеччині, чемпіонату Європи 2008 року в Австрії та Швейцарії і чемпіонату світу 2010 року у ПАР.

## Досягнення

### Командні
«Порту»
- Чемпіон Португалії: 2002–03, 2003–04
- Володар Кубка Португалії: 2002–03
- Володар Суперкубка Португалії: 2003
- Володар Кубка УЄФА: 2002–03
- Переможець Ліги чемпіонів УЄФА: 2003–04

«Челсі»
- Чемпіон Англії: 2004–05, 2005–06, 2009–10
- Володар Кубка Англії: 2006–07, 2008–09, 2009–10, 2011-12
- Володар Кубка Футбольної ліги: 2004–05, 2006–07
- Володар Суперкубка Англії: 2005, 2009
- Переможець Ліги чемпіонів: 2011-2012
- Переможець Ліги Європи: 2012–2013

Португалія
- Віце-чемпіон Європи: 2004

### Особисті
- Гравець команди року УЄФА: 2003